# Stenbäcken, Kalix
Stenbäcken är ett bostadsområde i Kalix. I området bor 572 personer över 16 år (2020). Området sträcker sig från Kvarnvägen bort mot Strandängesvägen.  

## Om området
Kalix Lokaltrafik trafikerar bostadsområdet under helgfria vardagar. Det finns även en cykelväg mot Björknäs som invigdes sommaren 2018. Cykelvägen går parallellt med väg 721 mot Gammelgården, och planer finns att den skall förlängas hela vägen till Gammelgården.
Ett särskilt boende i två plan med 50 platser med namn Stenbäcksgården är under uppbyggnad vid Hamptjärnsvägen efter ett beslut från kommunfullmäktige i november 2022. Markarbetena påbörjades under 2024, och boendet ska stå färdigt december 2025. Det är entreprenören Nåiden Bygg som bygger boendet, och projektkostnaden uppskattas till 144 miljoner kr (2024).

## Skola
Mellan bostadsområdena Djuptjärn och Stenbäcken finns Djuptjärns förskola samt Djuptjärnsskolan sedan 1970-talet.  

## Natur och friluftsliv
Ett elljusspår finns i närheten. Det finns en bäck som rinner genom området vid Nybruket som har sitt ursprung i sjön Nederst-Grantjärnen (i folkmun kallad för enbart Grantjärn), och så själva bäcken Stenbäcken som rinner från sjön Rudträsket i Djuptjärn.

## Historik
Förr i tiden har den äldre delen av området vid Strandängesvägen kallats för Nybruket. Marken har tidigare tillhört byn Rolfs vilket kan ses på vissa av dagens fastighetsbeteckningar, och i gamla dokument som talar om att hemmanet Stenbäcken var beläget på Rolfs byamark.
Innan den väg som idag heter Järnvägsgatan byggdes gick landsvägen via Morjärvsvägen och fram mot Strandängesvägen och framåt. Dessa gatubitar har gjorts om sedan dess, och heter numera Gjutarvägen och Ljustorpsvägen. 
Förr fanns även Stenbäckens dagis. Senare på platsen var det ett psykatriboende men en brand uppstod i byggnaden 2003 och verksamheten stannade av. År 2009 flyttades ett hus dit från Töre som hört till förskolan Pigge och Gnidde och fungerade som behandlingshem ett tag under 2010. Under dem sista åren användes den av socialförvaltningen, och som boende under flyktingkrisen.
Under hösten 2021 flyttades ena delen av den byggnaden till Kalix skidstadion och ersatte Kalix skidklubbs gamla klubblokal. Den andra delen av byggnaden lades ut för försäljning under 2023 och flyttades bort under hösten då bygget av ett särskilt boende skulle påbörjas vid platsen.

### Haparandabanan
När Haparandabanan som passerar bredvid bostadsområdet skulle elektrifieras och upprustas var många boende på båda sidor om järnvägen rädda att det skulle bli mer buller och mer vibrationer i marken när tågtrafiken kunde ökas. Dåvarande Banverket löste in 22 villor som ansågs ligga för nära järnvägen. Det blev dock aldrig någon rivning av dessa hus utan de gick sedan till försäljning igen då man upptäckte att bullernivåerna kunde hållas nere. Bullerplank byggdes på båda sidor om järnvägen. 

## Foton

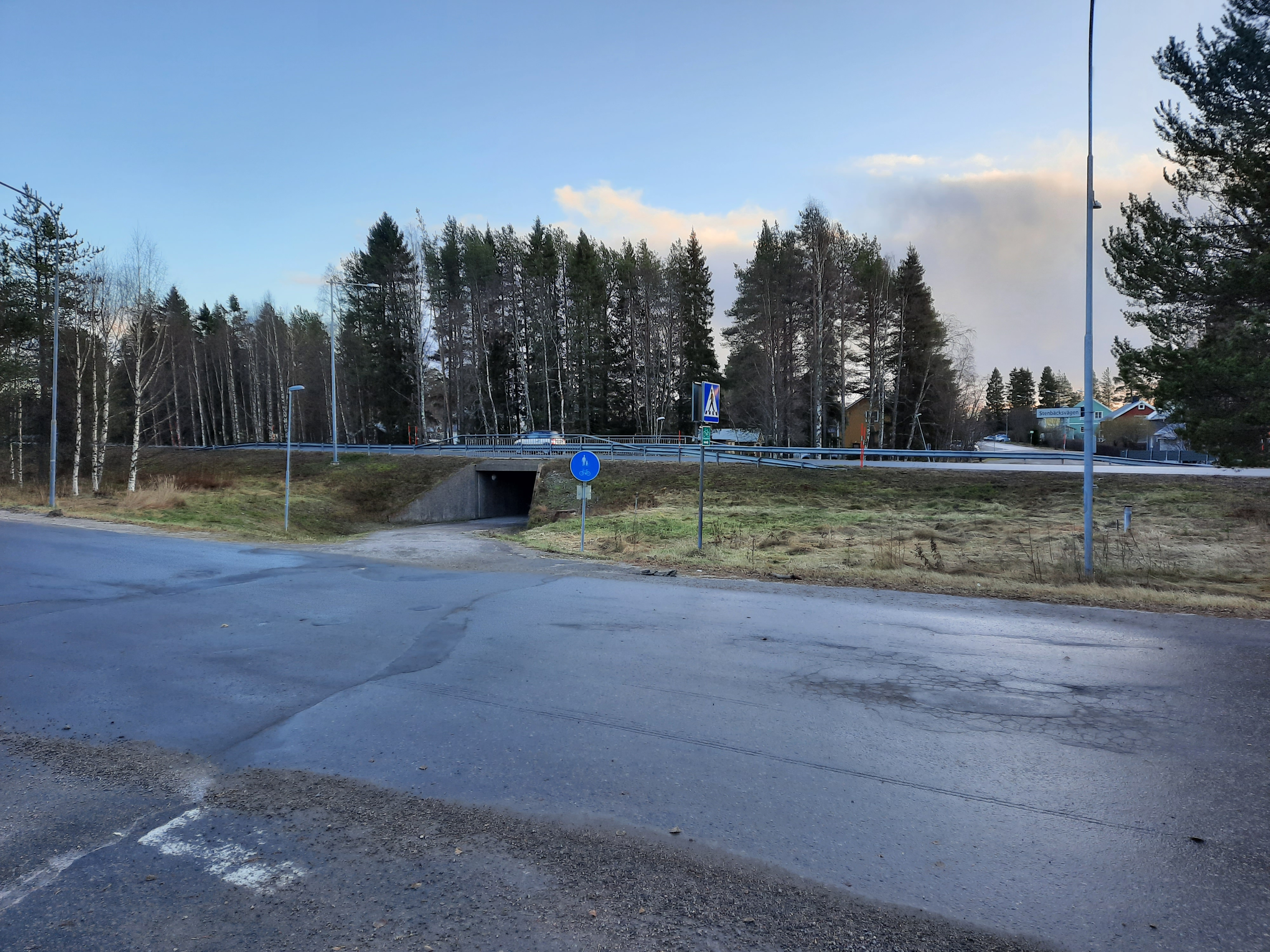
Vy mot en gångtunnel som avgränsar bostadsområdet. På andra sidan på höger sida kan man se Morjärvsvägen, som innan Järnvägsgatan mitt i bilden byggdes, fortsatte rakt fram och gick ändå bort till Strandängesvägen och vidare.
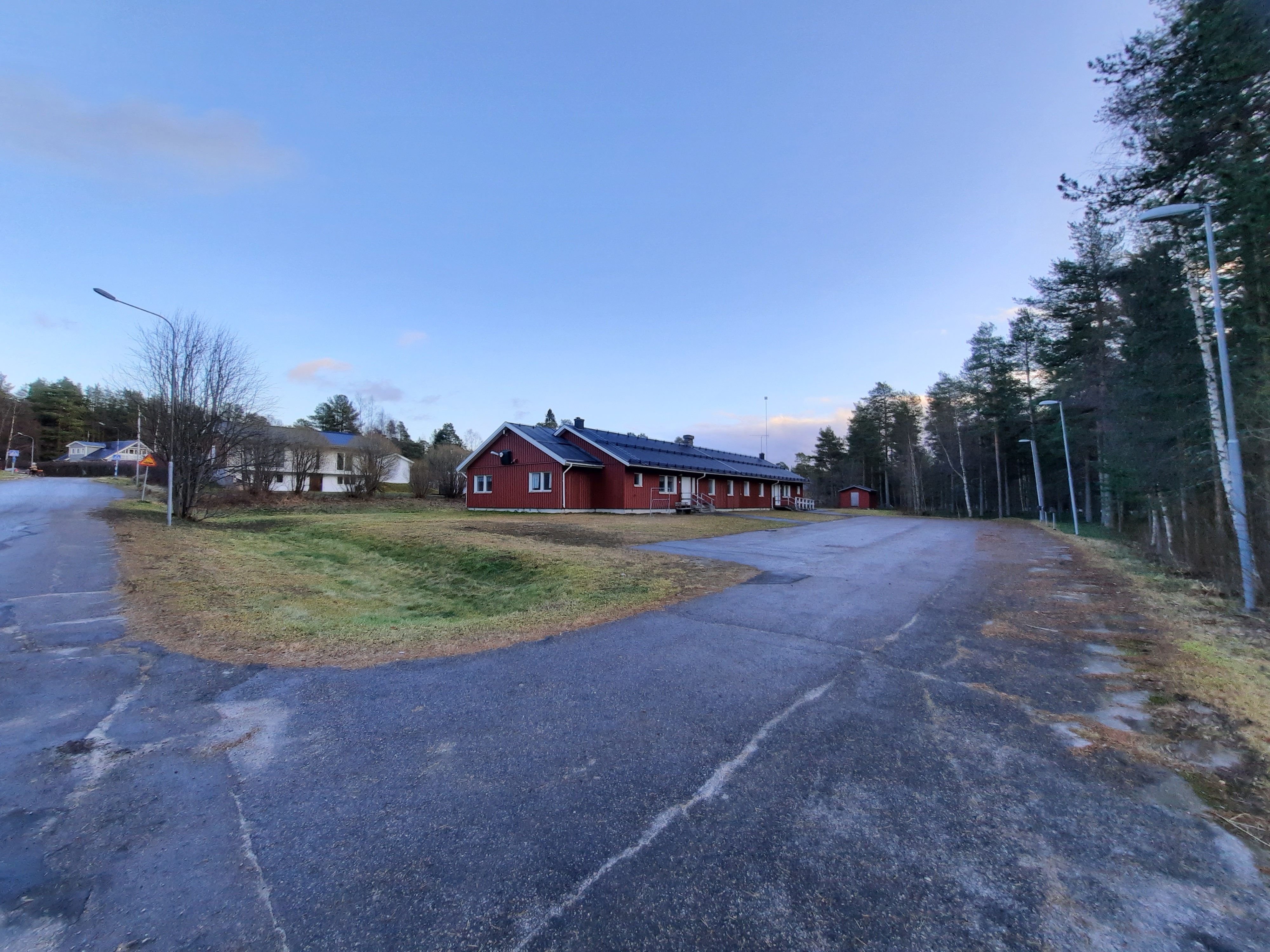
Byggnaden Insikten år 2020 som ett tag fungerade som behandlingshem[10]. Här låg förr Stenbäckens dagis. Ena halvan av byggnaden flyttades till Kalix skidstadion 2021, och andra delen lades ut till försäljning och flyttades senare bort. Här bygger Kalix kommun ett särskilt boende som beräknas stå klart mot slutet av 2025.